# ドナルド・ビアズリー
ドナルド・ジェイ・ビアズリー（英語: Donald Jay Beardslee、1943年5月13日 -  2005年1月19日）は3人の女性を殺害したアメリカ合衆国のシリアルキラー。1969年にミズーリ州で女性1人の殺人罪から仮釈放中に、カリフォルニア州で2人の女性を殺害した。彼は死刑判決を受け、2005年に薬殺刑が執行された。

## 生い立ち
1943年、ミズーリ州セントルイスで3人兄弟の長男として生まれた。父親は彼が11歳のときに亡くなっている。15歳でイリノイ州の士官学校に入ったあと、セントルイスの高校に転校し1962年に卒業し、卒業後は空軍に入隊して航空整備士として4年間務めた。1965年に仲間の空軍兵と共に自動車を盗もうとして捕まり、有罪判決を受けてミネソタの労働農場に送られ、そこで木から落ちて頭蓋骨を骨折し丸一日、昏睡状態に陥ったことがある。
ビアズリーは、仮釈放の期間にサン・マテオのコミュニティ・カレッジに入学している。

## 犯罪歴
1969年、ビアズリーはミズーリ州で、バーで出会ったばかりの女性の首を絞め、刺したあと溺れさせる事件を起こす。その後、彼は自首して殺害を自供している。ビアズリーは第二級殺人で有罪を認める嘆願書を出し、禁錮19年の判決を受けた。7年の服役の後、1977年に仮釈放されたが、彼は何も説明せず、殺害の動機は明らかになっていない。
出所から4年後の1981年4月5日、いまだ仮釈放中の身で、レッドウッドシティで麻薬がらみの事件で19歳と23歳の女性を殺して逮捕された。
検事の主張によると、ビアズリーの友人たちの麻薬取引がうまくいかず、185ドルが回収できなかった。仲間のドラッグディーラーのアイデアで、被害者2人を部屋におびき寄せ、ダクトテープで縛り上げて1人を撃ち、もう一人の喉を切り裂いて殺害した。
警察の捜査で、被害者の遺体のそばからビアズリーの電話番号が見つかった。警察が電話すると、彼は自供を始め、もう一人の遺体の場所に案内している。犯行時の彼は、1969年のミシシッピー州の事件で仮釈放中で、その再犯性から死刑判決が妥当と思われた。1984年5月13日、第一級殺人罪で死刑判決が出た。
弁護側は、当初の弁護士が辞任して弁護が不十分であったこと、21歳のときに木から落ちた事故で被告の精神に異常があったことを根拠に控訴した。ビアズリーは感情表現に生まれつき問題があったという家族の証言や、刑務所で統合失調症の診断を受けていると訴えたが、それに対し検察はビアズリーの知能は平均以上のものであったと反論している。

## 処刑
ビアズリーの処刑は2005年1月19日に執行された。アーノルド・シュワルツェネッガーがカリフォルニア州知事になって初めての死刑執行であった。執行に際してビアズリーは何の言葉も残していない。シュワルツェネッガー知事はビアズリーへの恩赦を拒否し、”善悪の区別がつかない障害に影響されていないので、恩赦には該当しない” と声明を出した。